# Leto sončevega mirovanja
Leto sončevega mirovanja (poljsko Rok spokojnego słońca) je koprodukcijski dramski film iz leta 1984, ki ga je režiral in zanj napisal scenarij Krzysztof Zanussi, v glavnih vlogah pa nastopata Maja Komorowska in Scott Wilson. Zgodba prikazuje romanco med Poljakinjo Emilio (Komorowska) in ameriškim vojakom Normanom (Wilson) na Poljskem kmalu po koncu druge svetovne vojne. On se mora vrniti v ZDA in želela sta oditi skupaj, toda ona zaradi materine bolezni ostane. Mati na skrivaj preneha jemati zdravila, da bi njena hčera lahko odšla, toda po njeni smrti Emilia izve za materino žrtvovanje in ne želi imeti koristi od tega, zato podari vozovnico prijateljici in se umakne v samostan. Po več desetletjih izve za Normanovo smrt in da je podedovala njegovo premoženje, zato se odpravi v ZDA na njegov grob. Film je posnet v poljsko-zahodnonemško-ameriški koprodukciji, snemanje je potekalo večinoma na Poljskem, le zaključni prizor je posnet v ameriški Dolini spomenikov v Arizoni.
Film je bil premierno prikazan septembra 1984 na Beneškem filmskem festivalu, kjer je osvojil glavno nagrado zlati lev in tudi nagrado pasinetti, v poljskih kinematografih pa 25. februarja 1985. Nominiran je bil tudi za zlati globus na najboljši tujejezični film in nagrado hugo za najboljši film na Mednarodnem filmskem festivalu v Chicagu.

## Vloge
- Maja Komorowska kot Emilia
- Scott Wilson kot Norman
- Hanna Skarżanka kot Emilijina mati
- Ewa Dałkowska kot Stella
- Vadim Glowna kot Herman
- Daniel Webb kot David
- Zbigniew Zapasiewicz kot Szary
- Zofia Rysiówna kot interpet
- Janusz Gajos kot delavec
- Jerzy Stuhr kot Adzio
- Gustaw Lutkiewicz kot lastnik pekarne
- Marek Kondrat kot Malutki
- Jerzy Nowak kot angleški zdravnik